# Rolf Sørensen
Rolf Sørensen (Helsinge, 20 aprile 1965) è un dirigente sportivo ed ex ciclista su strada danese.
Professionista dal 1986 al 2002, vinse un Giro delle Fiandre, una Liegi-Bastogne-Liegi e un Trofeo Laigueglia e fu medaglia d'argento in linea ai Giochi olimpici di Atlanta nel 1996.

## Carriera
Nato a Helsinge, Sørensen si trasferì in Italia all'età di 17 anni, e nel biennio 1984-1985 gareggiò come dilettante in Toscana. Passò professionista nel 1986 con la Murella-Fanini diretta da Piero Bini, divenuta Remac-Fanini nel 1987. Dal 1988 al 1992 vestì quindi la divisa dell'Ariostea diretta da Giancarlo Ferretti, passando poi alla Carrera Jeans (1993) e quindi alla GB/MG Boys Maglificio (1994-1995), dove ritrovò Ferretti. Dal 1996 al 2000 fu quindi attivo con l'olandese Rabobank, vestendo poi le maglie di Team CSC e Landbouwkrediet nelle ultime due stagioni di attività.
Si mise in luce come specialista delle corse di un giorno, vincendo la Parigi-Tours 1990, la Liegi-Bastogne-Liegi 1993 e il Giro delle Fiandre 1997, oltre a classificarsi al secondo posto alla Milano-Sanremo 1991; nel suo palmarès rientrano anche successi in semi-classiche come Parigi-Bruxelles, Milano-Torino, Gran Premio di Francoforte, Coppa Bernocchi e Trofeo Laigueglia, oltre alla medaglia d'argento ai Giochi olimpici di Atlanta nel 1996. L'abilità nelle classiche gli consentì di piazzarsi più volte sul podio finale di Coppa del mondo: chiuse infatti al secondo posto nel 1997 e al terzo nel 1989 e nel 1991
Attivo anche nei Grandi Giri, in sette partecipazioni al Tour de France vinse due tappe (una nel 1994 e una nel 1996) e due cronosquadre (nel 1991 e nel 1994), e indossò per quattro giorni la maglia gialla di leader della corsa nel 1991, perdendola poi a causa di una caduta in cui si fratturò la clavicola. Al Giro d'Italia si aggiudicò invece il Premio della Combattività nel 1988 e una tappa nel 1995.
In diciassette stagioni da professionista vinse 58 corse su strada, tre cronosquadre, due classifiche giovani e quattro a punti per un totale di 67 successi. Lasciata l'attività agonistica è diventato commentatore di ciclismo e procuratore, ricoprendo anche l'incarico di direttore sportivo in piccole formazioni danesi.

## Palmarès

### Strada
- 1983 (juniores)

Campionati del mondo Juniores, Cronometro a squadre
- 1984 (dilettanti)

Coppa Mobilio Ponsacco
- 1985 (dilettanti)

Trofeo Matteotti - Marcialla
Coppa 29 Martiri di Figline di Prato
- 1986 (Murella, due vittorie)

Scandinavian Open Road Race
Campionati danesi, Prova in linea
- 1987 (Remac, tre vittorie)

Grand Prix Pino Cerami
6ª tappa Tirreno-Adriatico (San Benedetto del Tronto, cronometro)
Classifica generale Tirreno-Adriatico
- 1988 (Ariostea, quattro vittorie)

4ª tappa Post Danmark Rundt
Gran Premio Città di Camaiore
6ª tappa Settimana Siciliana
3ª tappa Schwabenbräu Cup (Stoccarda)
- 1989 (Ariostea, cinque vittorie)

Trofeo Pantalica
Giro dell'Etna
Coppa Bernocchi
Giro della Provincia di Siracusa
Omloop van de Vlasstreek
- 1990 (Ariostea, quattro vittorie)

1ª tappa, 2ª semitappa Settimana Siciliana (Palermo)
Classifica generale Settimana Siciliana
Trofeo Laigueglia
Parigi-Tours
- 1991 (Ariostea, una vittoria)

9ª tappa Tour de Suisse (Murten > Basilea)
- 1992 (Ariostea, quattro vittorie)

3ª tappa Tirreno-Adriatico (Lago di Vico > Frosinone)
Classifica generale Tirreno-Adriatico
Parigi-Bruxelles
3ª tappa, 1ª semitappa Hofbräu Cup (Walblingen)
- 1993 (Carrera, dodici vittorie)

7ª tappa Tirreno-Adriatico (Monte San Pietrangeli > Porto Sant'Elpidio)
3ª tappa, 1ª semitappa Driedaagse De Panne - Koksijde
3ª tappa Vuelta al País Vasco (Vera de Bidasoa > Vitoria)
5ª tappa, 1ª semitappa Vuelta al País Vasco (Armintza > Zumarraga)
Liegi-Bastogne-Liegi
Rund um den Henninger-Turm
Prologo Tour de Romandie (Courtételle > Delémont, cronometro)
1ª tappa Tour de Romandie (Coufaivre > Le Locle)
4ª tappa, 2ª semitappa Tour de Romandie (Vevey, cronometro)
9ª tappa Tour de Suisse (Coira > Bad Ragaz)
Coppa Bernocchi
Milano-Torino
- 1994 (GB-MG Boys Maglificio, quattro vittorie)

Trofeo Matteotti
Trofeo Laigueglia
14ª tappa Tour de France (Castres > Montpellier)
Parigi-Bruxelles
- 1995 (MG Boys Maglificio, tre vittorie)

1ª tappa Vuelta al País Vasco (Zegama > Zegama)
9ª tappa Giro d'Italia (Terme La Calda > Salerno)
3ª tappa, 2ª semitappa Tour de Luxembourg (cronometro)
- 1996 (Rabobank, sei vittorie)

3ª tappa Giro dei Paesi Bassi (Doetinchem, cronometro)
Classifica generale Giro dei Paesi Bassi
Kuurne-Bruxelles-Kuurne
7ª tappa Tirreno-Adriatico (Sant'Elpidio a Mare > Monte San Pietrangeli)
13ª tappa Tour de France (Le Puy-en-Velay > Superbesse)
4ª tappa, 2ª semitappa Post Danmark Rundt
- 1997 (Rabobank, tre vittorie)

Prologo Tirreno-Adriatico (Sorrento, cronometro)
3ª tappa, 2ª semitappa Driedaagse De Panne - Koksijde (De Panne, cronometro)
Giro delle Fiandre
- 1998 (Rabobank, due vittorie)

5ª tappa Tirreno-Adriatico (Torricella Sicura)
Classifica generale Giro dei Paesi Bassi
- 1999 (Rabobank, due vittorie)

Prologo Regio-Tour (Friburgo in Brisgovia, cronometro)
1ª tappa Post Danmark Rundt (Aalborg > Aarhus)
- 2000 (Rabobank, una vittoria)

Classifica generale Post Danmark Rundt

#### Altri successi
- 1986 (Murella)

Classifica punti Post Danmark Rundt
- 1987 (Remac)

Classifica giovani Post Danmark Rundt
- 1988 (Ariostea)

Classifica punti Post Danmark Rundt
Classifica giovani Post Danmark Rundt
Premio della Combattività Giro d'Italia
- 1989 (Ariostea)

3ª tappa Giro d'Italia (Villafranca Tirrena > Messina, cronosquadre)
- 1991 (Ariostea)

2ª tappa Tour de France (Bron > Chassieu, cronosquadre)
- 1993 (Carrera Jeans)

Classifica punti Tour de Romandie
- 1994 (GB-MG Boys Maglificio)

3ª tappa Tour de France (Calais > Eurotunnel, cronosquadre)
- 1996 (Rabobank)

Classifica punti Giro dei Paesi Bassi

### Pista
- 1993

Amsterdam Rai Derny Race
Sei giorni di Copenaghen (con Jens Veggerby)

## Piazzamenti

### Grandi Giri
- Giro d'Italia

1986: non partito (12ª tappa)
1988: 42º
1989: non partito (13ª tappa)
1990: 76º
1991: non partito (4ª tappa)
1994: 30º
1995: 61º
2002: 124º
- Tour de France

1991: non partito (6ª tappa)
1992: non partito (2ª tappa)
1993: 70º
1994: 19º
1996: 28º
1997: 68º
2001: 141º
- Vuelta a España

1998: 59º
1999: non partito (15ª tappa)

### Classiche monumento
- Milano-Sanremo

1986: 9º
1987: 10º
1988: 27º
1989: 20º
1990: 14º
1991: 2º
1992: 10º
1993: 5º
1994: 13º
1995: 16º
1996: 45º
1997: 8º
1999: 25º
2000: 8º
2001: 10º
- Giro delle Fiandre

1987: 65º
1988: 34º
1989: 4º
1991: 3º
1992: 83º
1993: 15º
1995: 22º
1996: 9º
1997: vincitore
1998: 20º
1999: 16º
2000: 14º
2001: 4º
2002: 6º
- Parigi-Roubaix

1990: 53º
1991: 51º
1997: 6º
1998: 6º
1999: 15º
2000: 41º
2001: 10º
- Liegi-Bastogne-Liegi

1988: 8º
1990: 34º
1991: 3º
1992: 46º
1993: vincitore
1995: 8º
1996: 9º
1997: 18º
1998: 68º
1999: 26º
- Giro di Lombardia

1990: 33º
1991: 5º
1992: 5º
1995: 4º
1998: 25º
1999: 12º

### Competizioni mondiali
- Campionati del mondo

Wanganui 1983 - Cronosquadre Juniors: vincitore
Colorado Springs 1986 - In linea Professionisti: 27º
Villaco 1987 - In linea Professionisti: 8º
Ronse 1988 - In linea Professionisti: 17º
Chambéry 1989 - In linea Professionisti: 9º
Utsunomiya 1990 - In linea Professionisti: ritirato
Stoccarda 1991 - In linea Professionisti: ritirato
Benidorm 1992 - In linea Professionisti: 18º
Oslo 1993 - In linea Professionisti: 35º
Agrigento 1994 - In linea Elite: 6º
Duitama 1995 - In linea Elite: 9º
Lugano 1996 - In linea Elite: ritirato
Valkenburg 1998 - In linea Elite: 50º
Verona 1999 - In linea Elite: 13º
Plouay 2000 - In linea Elite: 63º
Lisbona 2001 - In linea Elite: ritirato
- Giochi olimpici

Atlanta 1996 - In linea: 2º
Sydney 2000 - In linea: 59º
- Coppa del mondo

1989: 3º
1990: 9º
1991: 3º
1993: 8º
1997: 2º